# 157 هـ
157 هـ هي سنة في التقويم الهجري امتدت مقابلةً في التقويم الميلادي بين سنتي 773 و774.

## مواليد
- أبو عبيد القاسم بن سلام

## وفيات
- أبو مخنف
- عبد الرحمن الأوزاعي
- مصعب بن ثابت بن عبد الله بن الزبير
- الأوزاعي
- الإمام الحسين الأصغر بن علي بن الحسين بن علي بن أبي طالب